# Valev Uibopuu
Valev Uibopuu, född 19 oktober 1913 i Võrumaa, Estland, död 18 mars 1997 i Lund, var en estnisk författare, journalist och docent i finsk‐ugriska språk vid Lunds universitet.
Uibopuu kom till Finland 1943 och tog sig därifrån till Sverige 1944. År 1951 blev han förlagschef där. På grund av sin stil och porträttsäkerhet blev han en internationellt känd prosaförfattare.
1970 disputerade han för filosofie doktorsgraden med avhandlingen Similarkomparative Konstruktionen in Finischen und Estnischen inbesondere in der modernen Schriftsprache: syntaktisch-stilistische Untersuchungen. Under åren 1971–80 arbetade han på Lunds universitet som lektor i estniska.